# Led Zeppelin II
Led Zeppelin II és el segon àlbum d'estudi de la banda de rock anglesa Led Zeppelin, publicat l'octubre de 1969 sota la discogràfica Atlantic Records. Fou enregistrat a diversos llocs del Regne Unit i de Nord-amèrica entre els mesos de gener i agost de 1969. Alguns l'han classificat com l'àlbum més dur de la banda.

## Llista de pistes
| 1. | «Whole Lotta Love»                 | John Bonham, Willie Dixon, John Paul Jones, Jimmy Page, Robert Plant | 5:34 |
| 2. | «What Is and What Should Never Be» | Page, Plant                                                          | 4:46 |
| 3. | «The Lemon Song»                   | Bonham, Chester Burnett, Jones, Page, Plant                          | 6:19 |
| 4. | «Thank You»                        | Page, Plant                                                          | 4:49 |

| 5. | «Heartbreaker»                            | Bonham, Jones, Page, Plant | 4:14 |
| 6. | «Living Loving Maid (She's Just a Woman)» | Page, Plant                | 2:39 |
| 7. | «Ramble On»                               | Page, Plant                | 4:34 |
| 8. | «Moby Dick»                               | Bonham, Jones, Page        | 4:20 |
| 9. | «Bring It On Home»                        | Dixon                      | 4:19 |

Les publicacions en casset de l'àlbum tenien «Heartbreaker» com a darrera cançó de la primera cara i «Thank You» com a primera cançó de la segona cara.

### Disc bonus de l'edició deluxe
| 1. | «Whole Lotta Love» (Rough Mix with Vocal)                 | Bonham, Dixon, Jones, Page, Plant | 5:38 |
| 2. | «What Is and What Should Never Be» (Rough Mix with Vocal) | Page, Plant                       | 4:33 |
| 3. | «Thank You» (Backing Track)                               | Page, Plant                       | 4:21 |
| 4. | «Heartbreaker» (Rough Mix with Vocal)                     | Bonham, Jones, Page, Plant        | 4:24 |
| 5. | «Living Loving Maid (She's Just a Woman)» (Backing Track) | Page, Plant                       | 3:08 |
| 6. | «Ramble On» (Rough Mix with Vocal)                        | Page, Plant                       | 4:43 |
| 7. | «Moby Dick» (Backing Track)                               | Bonham, Jones, Page               | 1:37 |
| 8. | «La La» (Intro/Outro Rough Mix)                           | Jones, Page                       | 4:07 |